# 法明頓計劃
法明頓計劃（英語：Farmington Plan），是美國首個由大約60個當地學術圖書館在1942年至1972年推行、合作採訪不同地區及科目的外國讀物之計劃，旨在確保在圖書館裡至少有一份研究館藏和刊物在戰爭爆發或發生其他世界大事時都可被借閱。而在法明頓計劃出爐前，有些機構已經開展她們自己的採購與保存項目，包括保存了來自加勒比地區館藏的佛羅里達大學。該大學後來成為法明頓計劃的一員。

## 概況
法明頓計劃源自哈佛大學負責協調財政兼維護和整合該計劃年度紀錄的中央辦公室。那個哈佛大學中央辦公室起初獲得紐約卡耐基基金會支持。及後改由哈佛大學圖書館支援，並由計劃參與者選購、分類以及運送讀物（包含館際互借）至其他成員的圖書館。然而，法明頓計劃進行期間遇上困難；參與者難以就所得的讀物作合適分類，以致延遲了將之納入為圖書館館藏的時間。除此之外，計劃成員既在處理外匯上存有分歧，又不太能完全理解國際法律，使到從外國書商採購館藏的過程變得複雜。
法明頓計劃推出以來面對不少批評。其中所涉及的投訴都是有關計劃不會有助成員得到早期印刷的手稿或當年重要的且已印刷出來的著作（本應在不受計劃影響之下被美國圖書館得手）。此外，許多重要的外國文件，諸如政府出版物或學術論文未見可透過計劃到手。加上有成員不滿很多圖書館專業人士在採訪來自西歐國家刊物時抱持偏見。最後促成法明頓計劃結束。

## 歷史

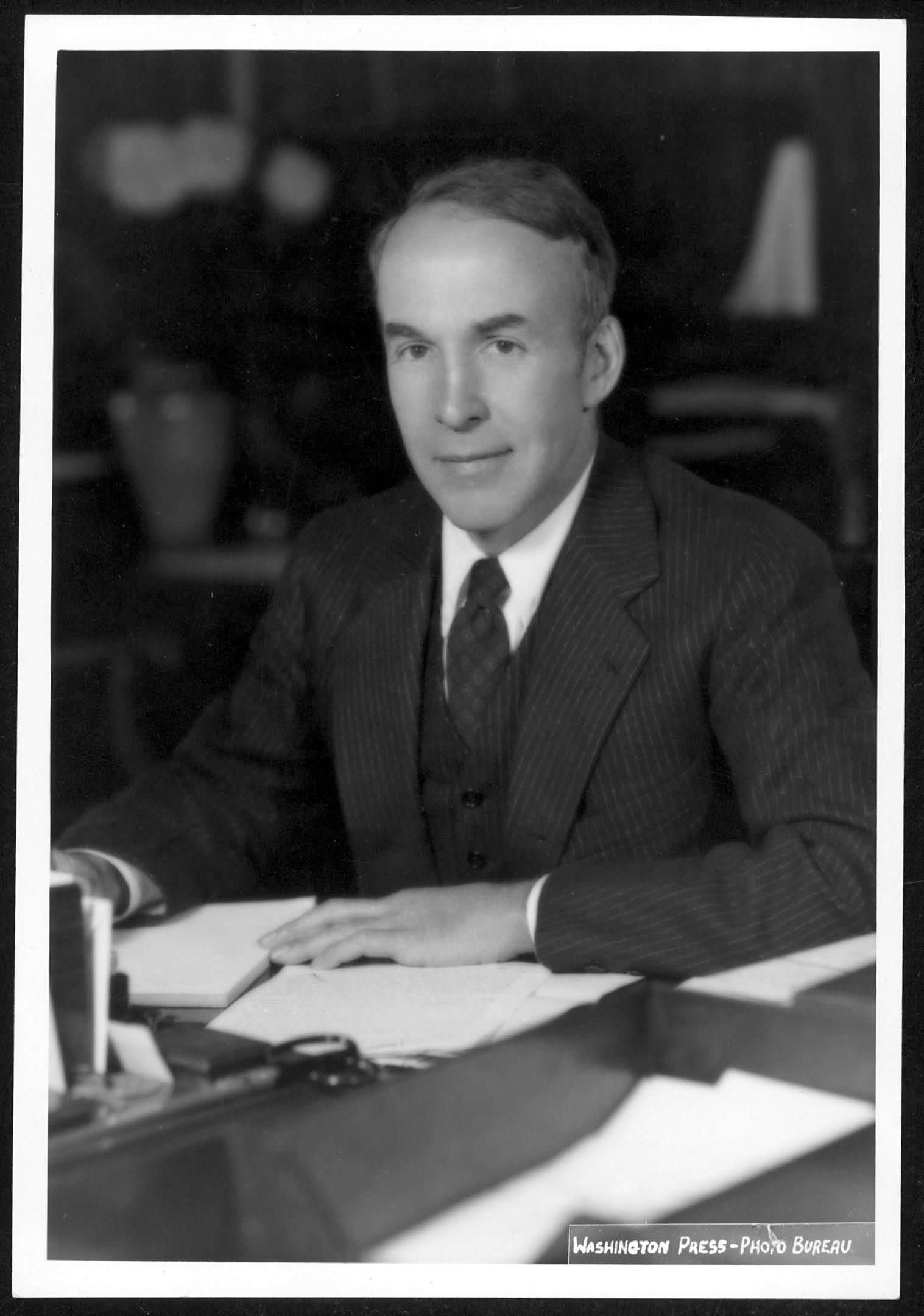
美國國會圖書館館長阿奇博爾德·麥克利什，在1944年聯同朱利安·布爾德（Julian Bold）和美國圖書館協會主席凱耶斯·麥特卡爾夫（Keyes Metcalf）被美國研究圖書館學會推選為執行為了實踐法明頓計劃而制定的「館際館藏之採訪與記錄分工計劃書」的委員會成員。

1939年，美國的學者因為第二次世界大戰爆發而無法獲取外國的研究資料。同時，眾多館藏在戰事中受到破壞。有見及此，時任國會圖書館館長阿奇博爾德·麥克利什（Archibald MacLeish）對外呼籲外界就學者獲取研究資料受阻一事給予建議，以完好地解決問題。在1939年至1942年間，當時國內幾位出色的圖書館館長提出了數項建議方案，影響了法明頓計劃推行初期的形式。結果，康乃狄克州法明頓的一個顧問委員會倡議於1942年10月9日推出法明頓計劃。會議上討論到圖書館之間通過互相協作，去發展、保存和取得國外資料如書籍、其他印刷品、地圖、微縮膠片等。不是所有類別的資料都列入收錄清單；當中一共有28個種類 - 年鑑、聖經、價值超過25美元的書本、為了修畢學位而撰寫的論文、樂譜、教科書、聯合國出版物、青少年文學作品、只載有圖像的書、旅遊字典、修理手册、西方翻譯文本、期刊、節目單/程序表及其他不適合選擇。計劃最初知名於作為美國圖書館在採訪與記錄館藏（經編目再載入北美聯合目錄）方面分工合作的提議書。直至1944年3月1日，它因卡耐基基金會及洛克菲勒基金會一度不再提供經費而被正式融合成為美國研究圖書館學會（Association of Research Libraries）一部分，獲該機構資助繼續執行合作採訪過程。
運作上，法明頓計劃最先在1944年審核兼獲取比利時和墨西哥的館藏（實際時間應為從1949年開始）；再於1945年起把目標拓展至秘魯、西班牙、瑞典、瑞士、加拿大、丹麥、荷蘭、挪威、法國以及意大利。截至1951年為止，範圍已覆蓋德國、奧地利、澳洲及葡萄牙。後來，當情況持續至1953年韓戰爆發之際，搜羅方向，連帶推行方式皆有所改變。此前，計劃成員主要集中採購大多數來自歐洲的學術性資料。而在1953年後，採購館藏的範圍則擴展至西方國家以外的地方。另外，法明頓計劃的宗旨亦改為強調採訪具知識價值的資料。不過，由於跨太平洋的書籍市場自第二次世界大戰之後冒起，此時已主持計劃數十年（1942年）的研究圖書館學會面臨管理方面出現問題；令計劃最終在1960年代走下坡，並於1972年告吹。過程中像美國國會圖書館這個較大規模的機構的參與貢獻顯得較少。還有，所得資料以美國國會圖書館圖書分類法來分類。雖然如此，法明頓計劃的運作模式演仍得以維持且可見於現今美國大學圖書館之間自行推動的聯合採購項目。

## 失敗因素
法明頓計劃主要的終結原因大致上在於幾個層面。其一，圖書館蒐藏興趣的改變。學術圖書館的蒐藏興趣會因學系變動或教師研究項目出現變化而受到影響。法明頓計劃下的參與成員獲分配了她們應負上的蒐藏責任，但在蒐藏興趣改變的情況下，計劃原來的目的就會變得不容易維持。其二，代理商的服務品質不一，引致代理商無法完全達成圖書館提出的蒐集需求。其他失敗原因尚有圖書館可用的經費有限或緊縮。當資料送到圖書館後，她們不清楚採購的圖書重複了。事實上，誤解法明頓計劃定下的目標連同行政作業繁瑣均窒礙計劃的執行。